# Rissoella galba
Rissoella galba is een slakkensoort uit de familie van de Rissoellidae. De wetenschappelijke naam van de soort is voor het eerst geldig gepubliceerd in 1961 door Robertson.